# Fresciano
Fresciano è una frazione del comune di Badia Tedalda, in provincia di Arezzo, con circa 70 abitanti. Si trova su un vasto altopiano dell'Appennino tosco-romagnolo, nell'Alta Valmarecchia.

## Storia
Servì da luogo di vedetta, con una torre, detta "Castellaccio" sullo strapiombo che domina la valle del fiume Marecchia e il territorio fino alla valle di Cicognaia. Vi si trovavano un lago per la pesca e un mulino.

## Monumento e luoghi d'interesse
La chiesa parrocchiale, costruita dalla locale Famiglia Maioli, conserva una terracotta robbiana con Cristo che consegna le chiavi a san Pietro, probabile opera dei fratelli Santi e Benedetto Buglioni, e un fonte battesimale in pietra cinquecentesco.
In paese si conservava inoltre una statua lignea della Madonna col Bambino in maestà risalente al XIV secolo, ora rubata.
Il santuario della Madonna della Neve, deve il nome alla tradizione secondo la quale il perimetro del santuario, in origine dedicato alla Madonna delle Grazie, fu tracciato seguendo le indicazioni di un muro di neve formatosi miracolosamente nella notte e in piena estate. Il santuario comprende una piccola chiesa, un'ala per il romitorio e un piccolo portico con accesso ad arco.